# 高岡仏壇
高岡仏壇(たかおかぶつだん)は、富山県高岡市で製造されている仏壇。江戸時代以来の伝統を持つ。
21世紀においては10億円前後の年商があり、2016年時点では市内に8つの製造事業者が所在する。

## 沿革
慶長時代に指物師による漆塗りの家具製造の記録があり、遅くとも幕末には仏壇製造が産業として形成されていたと考えられている。
1846年に作られた仏壇は現在の高岡仏壇様式とほぼ同じであるといわれている。作成者は木地師佐野屋理兵衛、塗師竜口屋又兵衛、金具師二上屋忠兵衛等であった。
高岡銅器の製造技術（彫金）も高岡仏壇の技術発展に寄与したと考えられている。

## 特徴
高岡仏壇は木地屋、塗師屋、彫刻屋、蒔絵屋等からなる分業体制で作成されている。
イチョウやクサマキなどの木地材を使用した、組み立て方式の仏壇である。特徴の一つに表金具が多く使用されていることがあげられる